# Paul Müller
Paul Hermann Müller (ur. 12 stycznia 1899 w Olten w kantonie Solura, zm. 12 października 1965 w Bazylei) – szwajcarski chemik, laureat Nagrody Nobla w dziedzinie medycyny i fizjologii w 1948 roku.
Po uzyskaniu tytułu doktora pracował dla J.R. Geigy A.G. w Bazylei. W 1935 roku rozpoczął opracowywanie środka owadobójczego, który zwalczałby większość szkodliwych owadów będąc neutralnym dla środowiska. Środek ten miał być tani w produkcji oraz chemicznie stabilny. Jesienią 1939 roku Müller otrzymał dichlorodifenylotrichloroetan (DDT), który znany był już od 1873 roku, lecz nie miał żadnego praktycznego zastosowania. W tym samym roku przeprowadzono pierwsze testy z użyciem DDT na owadach, które potwierdziły wysoką skuteczność tego środka. W 1940 uzyskał na niego patent szwajcarski, w kolejnych latach w innych państwach. DDT znalazł zastosowanie nie tylko w rolnictwie, ale także w innych dziedzinach gospodarki, m.in. przyczynił się do zatrzymania epidemii tyfusu plamistego. W 1948 roku Paul Müller otrzymał nagrodę Nobla „za odkrycie wysokiej skuteczności DDT w zwalczaniu niektórych stawonogów”.  W 1969 roku użyto (na świecie?) około 450 tys. ton tego środka.
W późniejszych latach ujawniły się negatywne dla środowiska naturalnego skutki stosowania DDT i jego użycie zostało w znacznym stopniu ograniczone. Ta stabilna chemicznie substancja kumuluje się organizmach kolejnych poziomów piramidy troficznej w tym w organizmie człowieka.